# NGC 7636
NGC 7636 ist eine linsenförmige Galaxie vom Hubble-Typ S0 im Sternbild Bildhauer am Südsternhimmel. Sie ist schätzungsweise 314 Millionen Lichtjahre von der Milchstraße entfernt.
Das Objekt wurde am 28. September 1834 von John Herschel entdeckt.